# Pioppi (Pollica)
Pioppi ("Chiüpp" in dialetto cilentano) è una frazione marina del comune di Pollica, in provincia di Salerno, che conta circa 300 abitanti.

## Geografia fisica
Pioppi si trova sulla costa tirrenica, lungo la SS267. Da Pollica dista 6 km.

## Storia
Nell'antichità, alla foce del fiume Mortella, poco più a ponente dell'attuale abitato, esisteva un approdo naturale anche per navi di grosso carico. Sicuramente l'origine di Pioppi è riconducibile e strettamente legata alla storia di Velia: la conformazione geografica del golfo velino, in particolare la baia su cui insiste Velia, tra Punta Sernicola o Torre la Punta e Capo Palinuro, che vede, in ordine, Pioppi, Casal Velino, Velia, Pisciotta, Palinuro, i ritrovamenti e i numerosi riferimenti, le citazioni e le testimonianze storiche di vari autori al riguardo, attestano che Pioppi faceva parte del territorio della χώρα di Velia.
Infatti Strabone, in Geografia, riporta testualmente nel Libro VI 1-3:
Navigando da Posidonia subito fuori dal golfo, si raggiunge l'isola di Leucosia…  dirimpetto all'isola sorge il promontorio antistante alle Sirenusse, che forma il golfo di Posidonia. Doppiando il promontorio si presenta contiguo, un altro golfo in cui c'è una città chiamata Hyele dai Focei che l'avevano fondata, ma che altri chiamarono Ele dal nome di una fontana. Oggi si chiama Elea; da essa nacquero Parmenide e Zenone, filosofi pitagorici. … Dopo Elea c'è il Promontorio di Palinuro. Di fronte al territorio di Elea ci sono le due isole Enotridi, che hanno ciascuna un ormeggio.
Quindi, circa i limiti del territorio verso sud, lungo la costa, Strabone fa terminare il Sinus Pestanus a Punta Licosa, da dove inizia un altro golfo, che potremmo chiamare il Sinus Velinus, che esplicitamente si chiude con il Capo Palinuro.
Plinio nella sua Naturalis Historia, Libro III, riporta anche il nome dei due porticcioli delle Enotridi:
… davanti al golfo di Paestum è Licosa, detta così dal nome di una Sirena che vi fu sepolta, di fronte a Velia sono Pontia e Isacia, dette entrambe con un unico nome "Enotridi".
Pioppi, con il suo porticciolo, era quindi incluso nel Sinus Velinus, avente come confini Punta Licosa e Capo Palinuro, e faceva parte di quegli anfratti o, forse, più semplicemente di quei porticcioli naturali, provvisto del necessario per il rimessaggio delle navi.
Infatti, come riporta Appiano nel Bellum Civilis,  Libro V, verso 98 – 410,  nel. C. , nel Sinus Velinus cercò riparo Ottaviano, colto da una tempesta, di ritorno dall'Egitto:
Poiché un vento di libeccio successe a Noto, il golfo, che era aperto verso Occidente, fu investito dalle ondate e non era possibile uscire sfidando il vento che soffiava contro il golfo, né remi o ancore potevano tener ferme le navi, ma esse venivano sbattute l'una contro l'altra o contro gli scogli. E per la sopraggiunta notte il disastro era ancor più grave.
Ottaviano fece riparare le sue navi, distrutte dalla tempesta, proprio utilizzando approdi e legname della zona: sicuramente il porto naturale di Pioppi, protetto ad occidente da Punta Sernicola, e, quindi, poco esposto al libeccio che infuriava contro il golfo, era ideale per il ricovero e le riparazioni del caso.
Questo approdo naturale era asservito alla città di Velia: i naviculari (armatori) lo utilizzavano sistematicamente per effettuare le riparazioni delle imbarcazioni e per il carico. Probabilmente il nome Pioppi potrebbe derivare proprio da όπλοποιός–ου (oplopoi) = armaiuolo, fabbro-ferraio, quindi Oplopoi con perdita della "o", da cui plopoi … ploppi, che giustificherebbe quel S. Maria dei Pluppi, ritrovato nel documento del 994, quindi Pioppi. Il porticciolo detto poi Porto del Fico, rimase attivo fino al XIV secolo quale possesso della Abbazia della Santissima Trinità di Cava de' Tirreni.
La storia di Pioppi continua, quindi, in epoca romana, infatti a pag. 206 del secondo volume di Studi del Laboratorio di Cartografia Toponomastica Storica troviamo una Pianta topografica del Circondario di Pollica,  in Principato Citra, distretto di Vallo, sua descrizione, e tenimento della linea doganale di esso circondario da Agnone ad Ascea, del 1847 F.to: Architetto Francesco Pasanisi Acquerello su carta, cm 57 x 41, con le seguenti sotto-notazioni:
La pianta, fu presentata al Ministro Segretario di Stato delle Reali Finanze dai padroni e comandanti le barche di proprietà della dogana di Acciaroli ed altri comandanti di legni dipendenti dalla dogana di Pioppo avendo saputo che gli abitanti dell'infelicissimo villaggio di Omignano fanno intrighi segreti per ottenere il trasferimento della sede del capoluogo. In essa sono evidenziati numerosi toponimi che si riferiscono non solo ai villaggi del comune, ma anche a siti intorno ai quali si svolgeva, come chiariscono le osservazioni della pianta, la vita sociale del secolo XIX.
Molteplici sono gli elementi degni di nota a cominciare dal disegno dell'antico Porto del Fico di Pioppi di forma singolare, ben protetto, che dà ragione immediatamente dell'importanza di questa marina nel periodo greco-romano, ma c'è di più: nella stessa carta del Pasanisi, a sinistra, nella descrizione del Circondario, si fa riferimento ad una villa romana altrimenti ignota, situata nel territorio della vicina Pioppi. Infatti l'estensore afferma:
 “È per la bellezza di questo sito che i Romani vi aveano molte ville, come si osserva dal famoso Simmaco, spedito dal vecchio Valentiniano nella qualità di correttore, e dagli avanzi sotto Pollica sul Ponte del Fico”.
Il riferimento è a Simmaco, oratore, senatore e scrittore romano, (340 - 402/3) e riguarda un passo delle sue Lettere (V, 13).
La villa va quindi collocata nella zona dell'"Antico Porto del Fico", un tempo costituito da una vera e propria insenatura che si addentrava nella costa, nella quale sfociava il torrente detto "Lo Iome". Questi avanzi oggi non sono più noti e sarebbe opportuna una accurata ricognizione dell'area per individuarli. Prima del Pasanisi, il Porto del Fico era stato descritto da Filippo Rizzi (1809) e da Nicola Volpe (1822), il quale ricorda un rinvenimento relativo all'antico porto romano:  " Negli anni passati vi si rinvenne dalla parte Occidentale una colonna di piperno (roccia di formazione vulcanica), con vicino un anello consumato dalla ruggine. era essa uno dei sostegni ove si avvolgevano le corde degli antichi navigli ".
Nelle Ricerche di Storia Antica con le pubblicazioni del " Laboratorio di Cartografia e Toponomastica Storica " dell'Università degli Studi di Salerno: Paestum e il Salernitano di F. La Greca, Annali Storici di Principato di Citra, si riporta che secondo testimonianze del geografo romano Solino, il Cilento costiero era zona ricca di ville romane: non a caso, in Età Imperiale, faceva parte di quelle Paestanae Valles, di quel territorio collinare altamente produttivo, che sfruttava la posizione favorevole ed i porti per imbarcare abbondanti derrate agricole provenienti dalle numerose e ampie vallate che si aprono sul mare, soprattutto a S. Maria e S. Marco di Castellabate, ad Ogliastro Marina, ad Agnone, ad Acciaroli, a Pioppi. Così, dalle nebbie del tempo, sembra emergere quello che era forse l'antico nome del territorio cilentano tra l'Alento e la piana del Sele. Possiamo tranquillamente affermare che Paestanae valles è il nome romano del Cilento Costiero.
Infatti a partire dal II secolo a.C., dopo la conquista della Magna Grecia da parte di Roma, i vecchi tratturi e le piste furono trasformate gradualmente in strade pavimentate di ghiaia (glarea strata). Da quella data,  la Romanizzazione dell'Italia meridionale si completò grazie a due grandi strade consolari di penetrazione: l’Appia, la regina viarum, e quella via che da essa si originava nell’ager campanus, la Regio-Capuam, conosciuta come Via Popilia/Annia, che da Salerno tagliava, per l'interno, per la Lucania, il Bruzio e la Calabria. Dalla Regio-Capuam, nei pressi dell'attuale Battipaglia, si staccava quel ramo, identificato da studiosi come Aurelia Nova, che si dirigeva verso Paestum e Velia attraversando le zone costiere del Cilento. (Vedi anche R. Avallone: " La Regio-Capuam nel territorio Salernitano "  e F. La Greca: " Paestum e il suo territorio nella Cartografia storica medioevale e moderna)
La sua esistenza sembra attestata anche da un brano dello scrittore romano Frontino (30/40 ; 103/104 )   che racconta un episodio avvenuto nel 282-1 a.C.:  il Console Emilio Paolo (o, secondo una correzione, Emilio Papo), durante il conflitto contro Taranto, percorrendo con l'esercito " una stretta via lungo la costa in Lucania",  presumibilmente montuosa,  e quindi tirrenica,  viene attaccato da navi di Taranto che lo bersagliano dal mare. Lo stratagemma del console fu di posizionare i prigionieri sul fianco rivolto al mare; per non colpirli, i nemici cessarono il lancio di frecce.
Quindi, questa antica strada costiera, in epoca romana, Via Aurelia Nova, da Pestum raggiungeva Agropoli, S. Marco di Castellabate, Licosa, Marina di Agnone, Acciaroli, Pioppi, Marina dì Casalvelino e infine Velia, Palinuro, Bussento (Policastro), Sapri, Blanda (Tortora (CS)). Se non era possibile la navigazione, questa strada costiera doveva costituire un percorso alternativo, praticabile in ogni periodo dell'anno.
Con la caduta dell'Impero Romano, dopo un momentaneo insabbiamento, dovuto a fenomeni di bradisismo, lo scalo ha continuato ad essere attivo dal X al XIV e sino al XIX secolo, periodo in cui grosse imbarcazioni venivano a caricare soprattutto fichi e seta. Non a caso permangono gli appellativi di "Porto del Fico" e "Pietra Serica", dati al Porticciolo e alla Punta Sernicola.
Infatti Filippo Francesco Rizzi, su Osservazioni statistiche sul Cilento, 1809, così scriveva:
“ viene naturalmente riparato da una punta. Ha buon fondo, e da sicuro asilo ai bastimenti: con venti di ponente-libeccio ,ponente-maestro, tramontana-maestro. Può contenere molti bastimenti da guerra ed è di somma importanza. Difatti non solo nel litorale del Cilento, ma in tutto quello della Calabria non vi è alcun porto, dove si possa restar sicuro coi nomati venti. Solamente questo offre simili incalcolabili vantaggi. È lontano da Palinuro diciotto miglia. L'uno è nella prospettiva dell'altro. Quando nel porto di Palinuro è traversia, in quello del Fico si rinviene la massima sicurezza. “
Risale al 994 il più antico documento scritto che riguarda la località: si tratta di un diploma, pubblicato da Ludovico Antonio Muratori nelle Antiquitates Italicae Medii Aevi, con cui i principi di Salerno, i longobardi Giovanni II e Guaimario III, donavano all'egumeno Andrea, del cenobio italo-greco di San Magno (ora San Mango), tutti i terreni dissodati dai monaci basiliani e le chiese che insistevano su quelle stesse terre. Dal documento si apprende che, nel 994, vi sorgeva una chiesa intitolata a Sancta Maria de li Puppi.
Il fiume di Pioppi (flubium de pluppi) viene citato in un documento del 1047 vertente sulla divisione patrimoniale tra Guaimario V e i fratelli Guido di Sorrento e Pandolfo di Capaccio.
Nel 1113, il normanno Troisio II, figlio di Troisio (o Turgisio) di Sanseverino, con un diploma redatto a San Mauro (ora San Mauro Cilento) dona alla Badia di Cava alcune terre, tra cui è compresa Pioppi: nel novembre dello stesso anno, l'abate cavense, san Pietro Pappacarbone, ottiene da Troisio un secondo diploma per dirimere alcune carenze contenute nel primo atto.
Il villaggio venne completamente distrutto durante la guerra del Vespro (1282-1302) e fu più tardi ricostruito nell'attuale sede di Pioppi.

### Età contemporanea
Il villaggio, nell'Ottocento e nel Novecento, è menzionato da numerosi scrittori, tra cui il viaggiatore inglese Arthur John Strutt ("Passando per il Cilento", 1831) e il poeta Giuseppe Ungaretti ("Viaggio al Sud").

### Studi sulla dieta mediterranea
Nella seconda metà del Novecento, Pioppi è stato un luogo cruciale per le ricerche sul regime alimentare conosciuto come dieta mediterranea. Nella località marinara sono convenuti numerosi studiosi coinvolti in ricerche di medicina preventiva nel campo delle patologie cardiovascolari e degli stili alimentari, tra cui il Seven Countries Study, diretto da Ancel Keys. Alcuni di loro l'hanno poi eletta come residenza estiva e ritiro dopo la pensione, insediandosi tutti presso un promontorio posto poco a nord dell'abitato:
- Ancel Keys (1904 – 2004), fisiologo statunitense, pioniere degli studi sulle interrelazioni fra i regimi alimentari e il rischio cardiovascolare, sostenitore dei benefici della dieta mediterranea nella prevenzione delle patologie cardiovascolari.
- Martti Karvonen (1918 – 2009), fisiologo finlandese, collaboratore di Ancel Keys, noto anche per i suoi studi di medicina dello sport e per l'ideazione della cosiddetta formula di Karvonen.
- Jeremiah Stamler (1919 – 2022), cardiologo statunitense, pioniere degli studi sull'incidenza dei fattori di rischio sulle patologie cardiovascolari[5]; attivista dei diritti civili, impegnato, in particolare, in favore delle libertà civili degli afroamericani, nel 1968 subì l'accusa di attività anti-americane, e fu protagonista di un famoso caso, «Stamler v. Willis», che lo vide opporsi al Commissione per le attività antiamericane, in una lunga azione giudiziario che gettò discredito sul Commissione per le attività antiamericane, determinandone lo scioglimento, decretato dal governo americano nel 1975[6].

La località scelta da questa piccola comunità scientifica cosmopolita è divenuta nota come Minnelea. Il nome fu coniato dallo stesso Ancel Keys a seguito delle ricerche di Pietro Ebner sulla scuola di medicina della vicina polis di Elea, prospiciente alla località. Ancel Keys volle unire nello stesso nome il vocabolo in lingua dakota Minnesota (acque del colore del cielo) con quello della colonia focea e magnogreca di Elea.
Il Castello dei Vinciprova ha ospitato, negli anni, numerosi convegni internazionali sulla dieta mediterranea organizzati dalla comunità scientifica con la collaborazione di Cronache Cilentane, Amedeo La Greca e Dino Baldi, storici locali e giornalisti che negli anni sono stati grandi promotori degli studi del dottor Keys nell'area cilentana e non solo.

## Monumenti e luoghi d'interesse

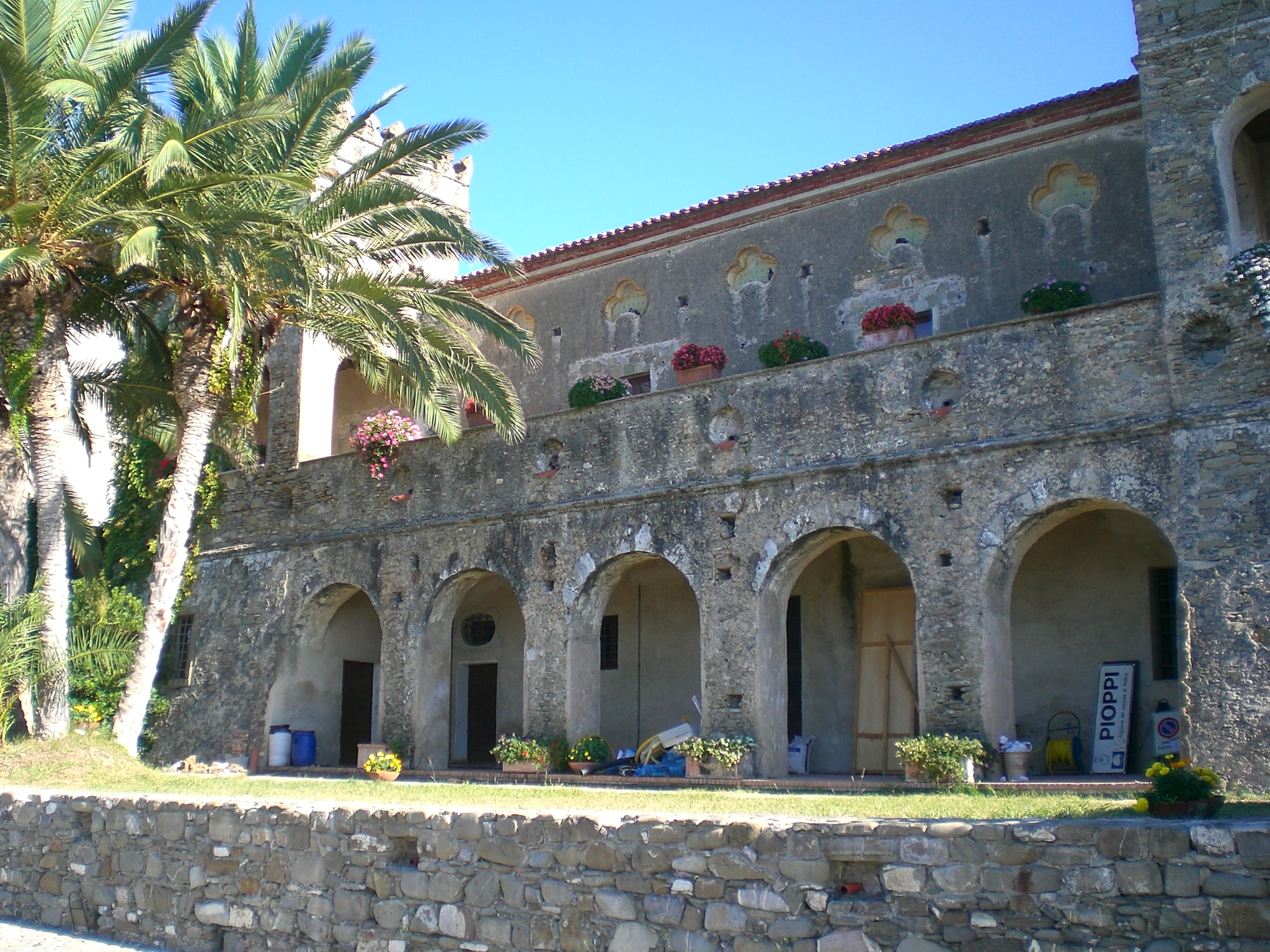
Castello Vinciprova, sede del Museo vivo del mare

- Castello Vinciprova: il palazzo venne edificato nel XVIII secolo dalla famiglia Ripoli, originaria di Pollica, proveniente dalla Spagna. Secondo alcune notizie, il palazzo venne ceduto dai Ripoli per debiti di gioco, contratti in una sola notte. Nel 1888 apparteneva a Giuseppe Sodano, sindaco di Pollica, che poi lo cedette ai Vinciprova di Omignano. Di tale nobile famiglia è degno di nota Leone Vinciprova, che seguì Giuseppe Garibaldi nella spedizione dei Mille. Il palazzo è stato donato dagli ultimi rappresentanti della famiglia Vinciprova al Comune di Pollica, che lo ha destinato a finalità museali e divulgative con l'istituzione del Museo vivo del mare.
- Chiesa del Carmine: dedicata alla Madonna del Carmine, fu fondata agli inizi del Seicento. Subito divenne un centro di culto, perché un quadro della Madonna, che vi si venerava, era ritenuto miracoloso. L'afflusso di pellegrini determinò il sorgere di una fiera in concomitanza con la festa del 16 luglio. La chiesetta, gravemente lesionata dal terremoto del 1980, è stata da qualche anno riaperta al culto.

## Economia

### Turismo
Il paese, caratteristico borgo cilentano, è una località turistica balneare rinomata per la qualità delle sue acque, che le ha fruttato spesso le "5 vele" di Legambiente e il riconoscimento Bandiera Blu delle spiagge,  nonché una certa notorietà nazionale e internazionale data dall'affluenza notevole di turisti stranieri nel periodo di bassa stagione e per la denominazione di Capitale Mondiale Della Dieta Mediterranea. A Pioppi è possibile percorrere a piedi il sentiero del Pozzo dell'Uva Nera. Un suggestivo percorso naturale che prende il nome da un tipo di edera presente sul posto che, quando appassita, somiglia a dei grappoli di uva nera. Lungo circa 3 km, il sentiero segue la riva del torrente Mortella, offrendo ai visitatori un'esperienza piacevole di passeggiata in mezzo alla natura incontaminata

#### Museo vivo del mare
Pioppi, inoltre, ospita, nel palazzo Vinciprova (XVI secolo), il Museo vivo del mare, uno spazio espositivo dedicato agli habitat marini. 
Nel museo si svolge anche il festival dedicato alla Dieta mediterranea, una manifestazione nata soprattutto grazie al fisiologo statunitense Ancel Keys, che dalla sua morte viene organizzata dalla redazione del periodico Cronache Cilentane, anche in suo onore.